# 陳洙 (清朝)
陳洙（？—？），浙江錢塘人，清朝政治人物。監生出身。
道光二十六年，接替尹宗純。擔任江蘇荆溪縣知縣署。后由蔡岐接任。